# Hawker Hector
Hawker Hector dự định thay thế cho Hawker Audax trong vai trò hiệp đồng tác chiến với lục quân. Do sự phụ thuộc vào đồng cơ Rolls-Royce Kestrel cần thiết cho chương trình Hawker Hind, một động cơ thay thế khác đã được chỉ định. Do đó động cơ Napier Dagger III đã được sử dụng.

## Biến thể
- Hector Mk I: Máy bay hiệp đồng tác chiến với lục quân 2 chỗ ngồi cho RAF.

## Quốc gia sử dụng
Ireland
- Quân đoàn Không quân Ireland

 Anh Quốc
- Không quân Hoàng gia[1]

## Tính năng kỹ chiến thuật (Hector)
Dữ liệu lấy từ Hawker Aircraft since 1920 
Đặc điểm tổng quát
- Kíp lái: 2
- Chiều dài: 29 ft 9¾ in (9,09 m)
- Sải cánh: 36 ft 11½ in (11,26 m)
- Chiều cao: 10 ft 5 in (3,18 m)
- Diện tích cánh: 346 ft² [3] (33,1 m²)
- Trọng lượng rỗng: 3.389 lb (1.537 kg)
- Trọng lượng có tải: 4.910 lb (2.227 kg)
- Động cơ: 1 × Napier Dagger III, 805 hp (601 kW)

 Hiệu suất bay 
- Vận tốc cực đại: 162 kn (187 mph, 301 km/h) trên độ cao 6.560 ft (1.999 m)
- Vận tốc tắt ngưỡng: 44 kn (50 mph,[4] 80.5 km/h)
- Tầm bay: 261 nmi (300 mi,[3] 483 km)
- Trần bay: 24.000 ft (7.815 m)
- Tải trên cánh: 14,2 lb/ft² (67,3 kg/m²)
- Công suất/trọng lượng: 0,17 hp/lb (0,27 kW/kg)
- Lên độ cao 10.000 ft (3.050 m): 5 phút 40 giây

Trang bị vũ khí

- Súng: 

  - 1 × súng máy Vickers Mk.V.303 in (7,7 mm)
  - 1 × súng máy Lewis.303 in (7,7 mm)
- Bom: 2 quả bom 112 lb (50 kg)